# Julius Frey
Julius Frey (n. 25 octombrie 1881, Stuttgart, Imperiul German – d. 28 august 1960, Stuttgart, Germania) a fost un înotător ce a reprezentat Germania, medaliat olimpic. A participat la o ediție a Jocurilor Olimpice (1900) în care a câștigat o medalie de aur.

## Participări
Lista de mai jos prezintă principalele competiții la care a participat Julius Frey de-a lungul carierei.
- natation aux Jeux olympiques d'été de 1900 – 200 mètres par équipes hommes[*]